# Garde côtière croate
La Garde côtière croate (croate : Obalna straža Republike Hrvatske) est une division de la Marine croate chargée de protéger les intérêts de la République de Croatie en mer. La marine croate est composée de forces navales classiques structurées en une flottille et de la garde côtière qui se compose uniquement de navires avec des fonctions en temps de paix, par exemple la protection de l'environnement, de la pêche, le contrôle des pétroliers, des eaux de ballast, la lutte contre le terrorisme, le trafic de personnes et la contrebande.

## Historique

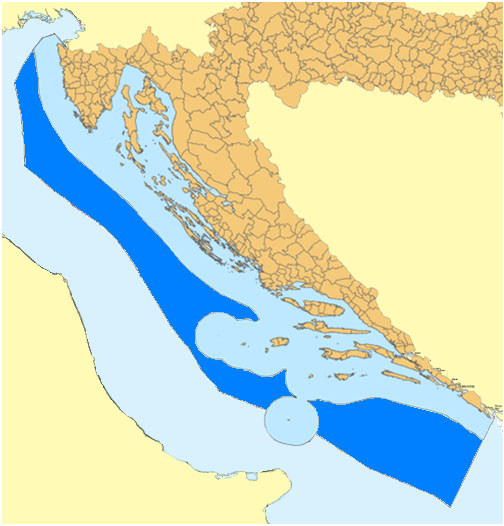
Protected Ecological-Fishery Zone (ZERP)

Le 13 septembre 2007, le Parlement croate a adopté un projet de loi instituant la Garde côtière croate. La garde côtière a pour mission de protéger les droits souverains et d'exercer la juridiction de la Croatie dans la Ecological and Fisheries Protection Zone (en) (zone de protection écologique et halieutique), le plateau continental et la haute mer. La Garde côtière surveille également les navires naviguant dans les eaux territoriales croates. Si des navires sont capturés en violation des réglementations croates ou internationales et ne respectent pas les avertissements de la Garde côtière, les navires et les avions de la Garde côtière sont autorisés à les poursuivre et, si nécessaire, à ouvrir le feu, tout en prenant soin de ne pas mettre en danger la vie de l'équipage du navire.
En vertu de la loi, le commandant de la Garde côtière est un officier de la marine qui est nommé et relevé de ses fonctions par le président de la république de Croatie sur proposition du gouvernement.

## Structure organisationnelle et navires
Navires de la marine croate sous le commandement des garde-côtes :
1re Division de Split :
- OB-01 Novigrad
- OB-02 Šolta
- OOB-31 Omiš (2018)
- BŠ-72 Andrija Mohorovičić
- BŠ-73 Faust Vrančić
- PT-71 Meduza
- Remorqueur LR-71

2e Division de Pula :
- OB-03 Cavtat
- OB-04 Hrvatska Kostajnica
- Remorqueur LR-73

La partie croate de la mer Adriatique est également contrôlée par la police croate - Département maritime et les bureaux des Capitaineries portuaires (Lučka kapetanija) dont les navires sont marqués de la même manière que les navires de la Marine.
Outre les navires de guerre, la Garde côtière a à sa disposition deux appareils Pilatus PC-9 et quatre hélicoptères Mil Mi-8 des Forces de l'armée de l'air et de défense aérienne de la République de Croatie.

## Galerie

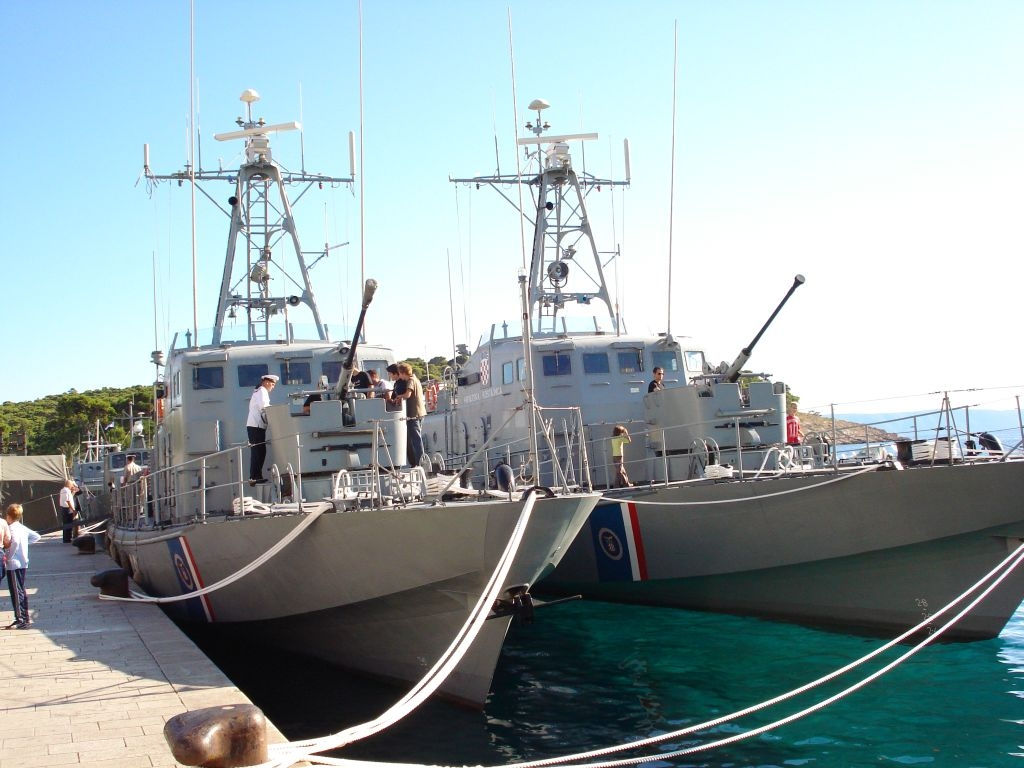
OB-03 Cavtat et OB-04 Hrvatska
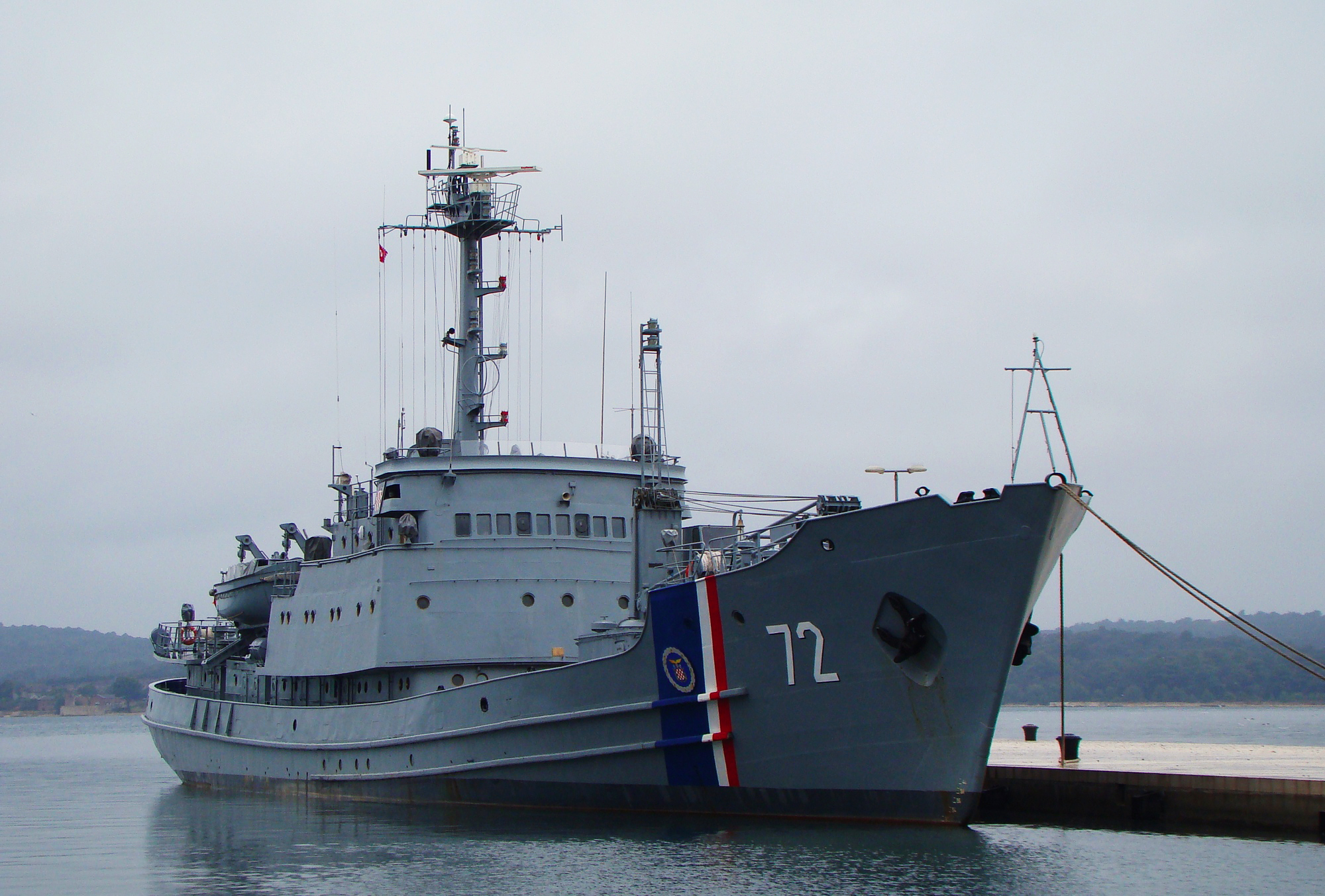
BŠ-72 Andrija Mohorovičić
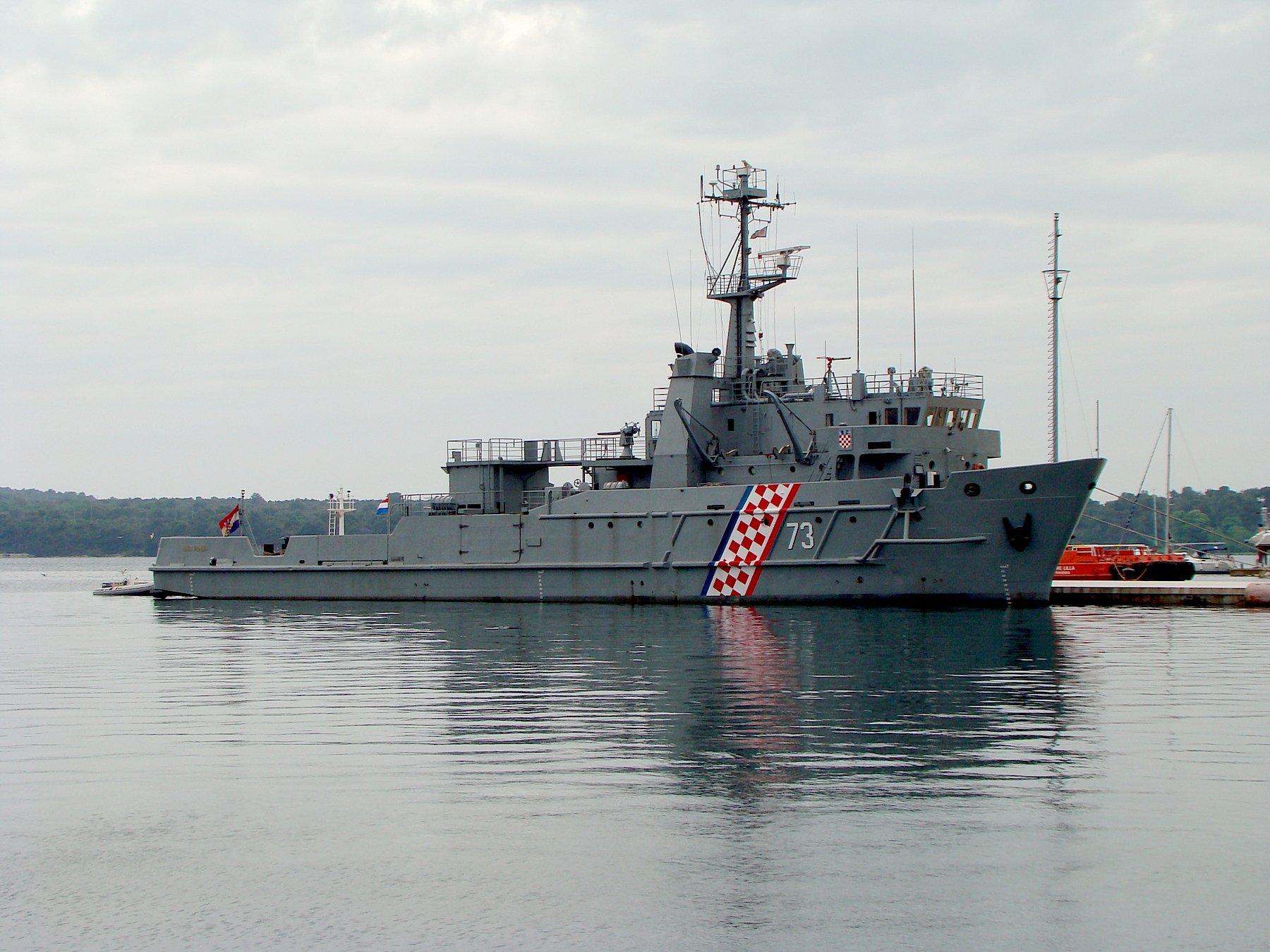
BS-73 Faust Vrancic
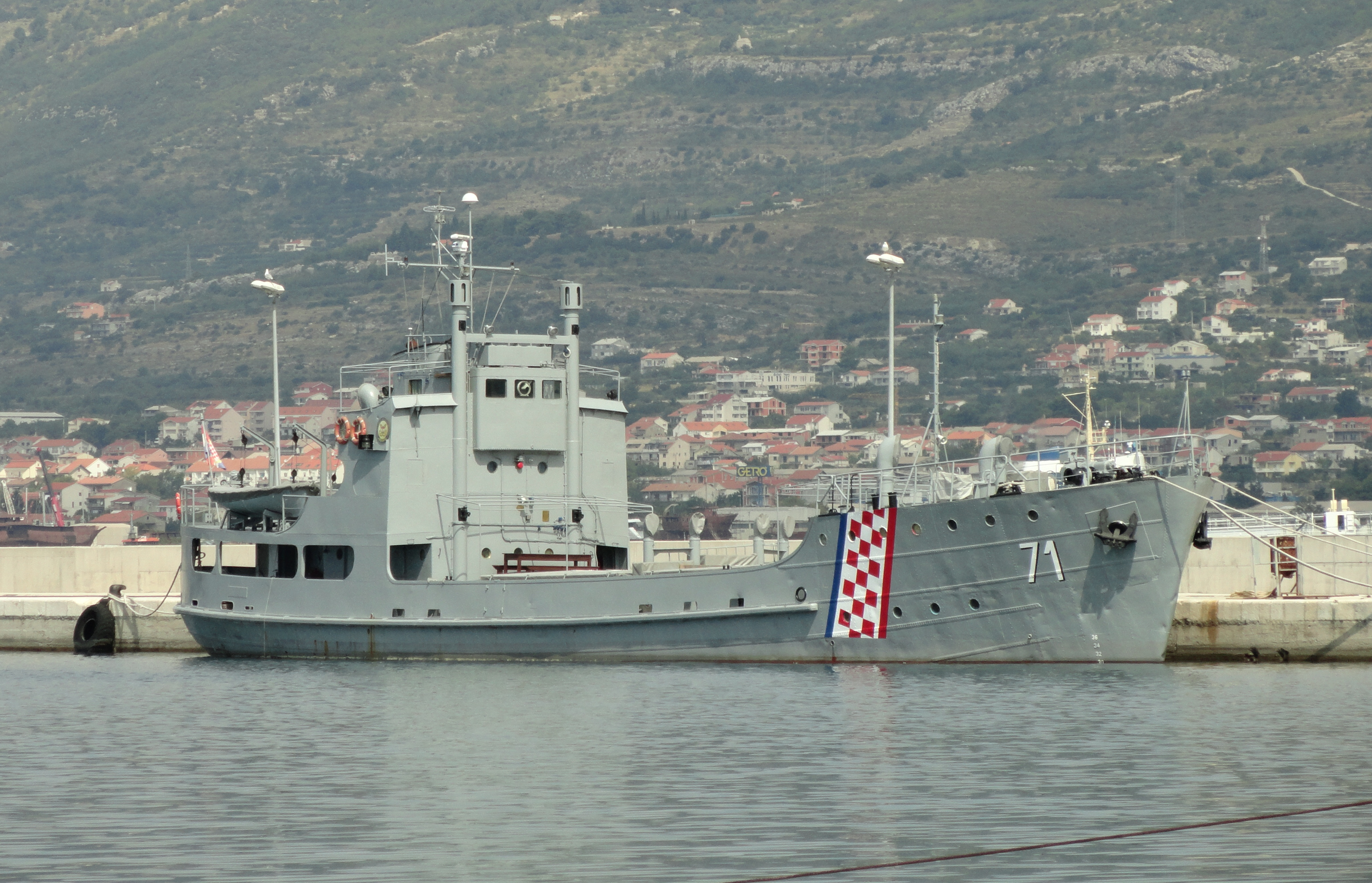
PT-71 Meduza
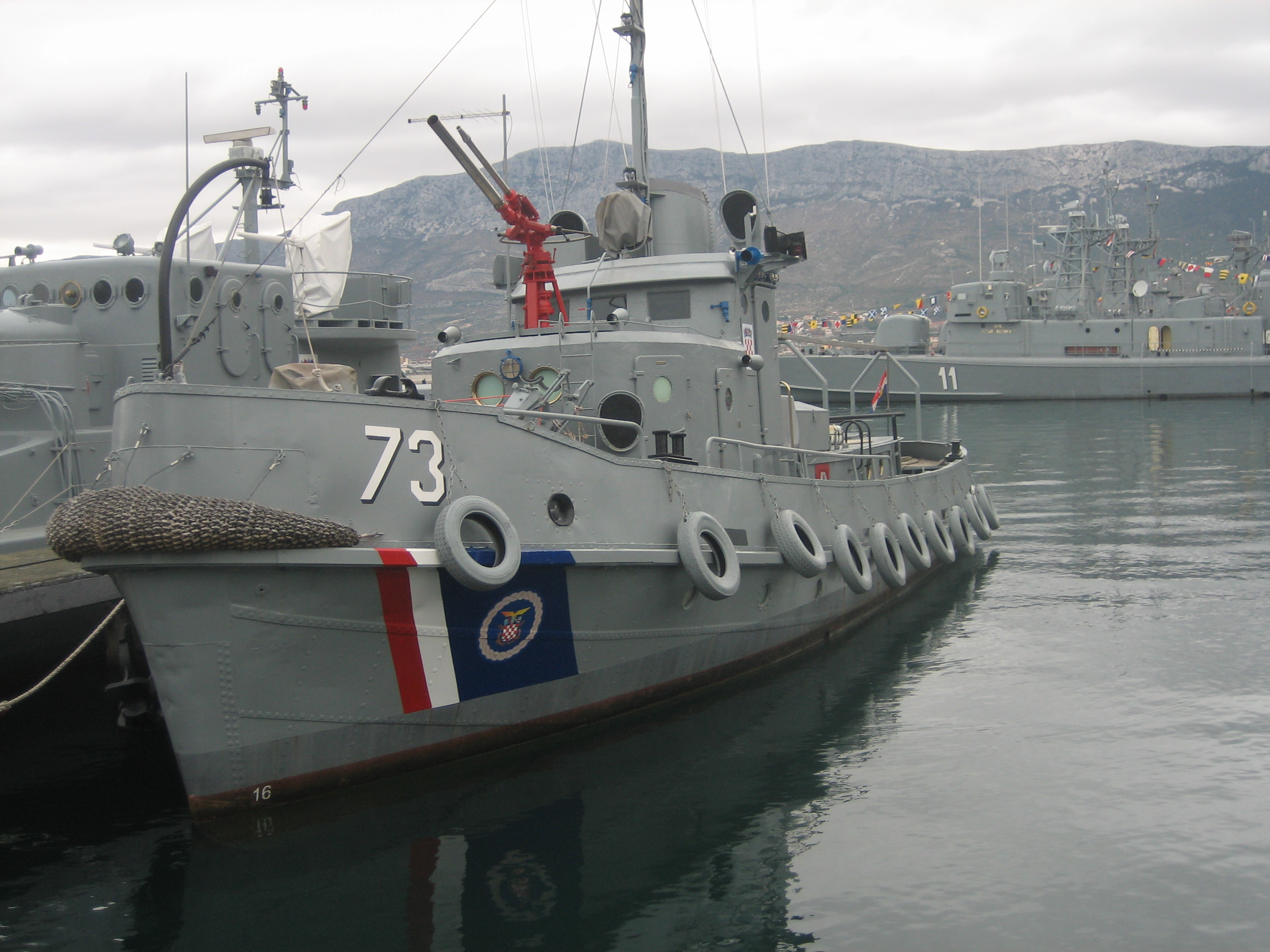
Remorqueur L-73

## Statut actuel de la flotte
La pierre angulaire des forces de la Garde côtière est constituée de quatre anciens bateaux de patrouille yougoslaves de la classe Mirna (OB-01 à OB-04) qui ont récemment été améliorés.
Ceux-ci doivent être éventuellement remplacés par une classe entièrement nouvelle. La Garde côtière possède un nouveau navire de patrouille extracôtier OB-31 Omiš  construit par Brodogradilište Split, qui est le navire de tête de la classe future .

## Développements futurs
La construction du premier des 5 navires de patrouille côtière prévus (10 autres étaient prévus pour plus tard) devait commencer en 2007, mais en raison du déclenchement de la crise économique, l'appel d'offres international pour la construction de 1 + 4 navires n'a été publié que le 24 avril 2013. L'appel d'offres prévoit l'acquisition d'un total de 5 navires de patrouille côtière qui doivent mesurer 43,5 mètres de long, avec un déplacement d'environ 220 tonnes et une vitesse maximale soutenue d'au moins 28 nœuds. Ils doivent être armés d'un canon automatique de 30 mm comme armement principal, ainsi que de deux mitrailleuses lourdes de 12,7 mm et de 4 lanceurs portables de missile surface-air. L'appel d'offres a été achevé en mai 2014 et la construction du premier navire devait commencer au dernier trimestre de la même année. Comme prévu, le premier navire devait entrer en service en 2015, le deuxième en 2016, le troisième et le quatrième en 2017 et le dernier en 2018. Cependant, le premier navire (prototype) a été posé en septembre 2015 et devrait être lancé et mis en service au début de 2017. Dans une interview télévisée en octobre 2016, le commandant de la marine croate, le contre -amiral Predrag Stipanović (en), a déclaré que les garde-côtes croates auraient éventuellement besoin de 10 navires de patrouille côtière supplémentaires pour être pleinement opérationnel.